# Квицдорф ам Зе
Квицдорф ам Зе (њем. Quitzdorf am See) општина је у њемачкој савезној држави Саксонија. Једно је од 59 општинских средишта округа Герлиц. Према процјени из 2010. у општини је живјело 1.391 становника. Посједује регионалну шифру (AGS) 14626440.

## Географски и демографски подаци
Квицдорф ам Зе се налази у савезној држави Саксонија у округу Герлиц. Општина се налази на надморској висини од 154 метра. Површина општине износи 36,2 km². У самом мјесту је, према процјени из 2010. године, живјело 1.391 становника. Просјечна густина становништва износи 38 становника/km².